# Dexiosoma aristatum
Dexiosoma aristatum är en tvåvingeart som beskrevs av Louis-Paul Mesnil 1970. Dexiosoma aristatum ingår i släktet Dexiosoma och familjen parasitflugor. Inga underarter finns listade i Catalogue of Life.